# Notocolpodes
Notocolpodes is een geslacht van kevers uit de familie van de loopkevers (Carabidae). De wetenschappelijke naam van het geslacht werd voor het eerst geldig gepubliceerd in 1985 door Pierre Basilewsky.

## Soorten
Het geslacht Notocolpodes omvat de volgende soorten:
- Notocolpodes aeneolus (Jeannel, 1948)
- Notocolpodes ambatovositrae Basilewsky, 1985
- Notocolpodes ankaratrae Basilewsky, 1985
- Notocolpodes commistus Basilewsky, 1985
- Notocolpodes cribellatus Basilewsky, 1985
- Notocolpodes euleptus (Alluaud, 1909)
- Notocolpodes gallienii (Alluaud, 1909)
- Notocolpodes hylonomus (Alluaud, 1935)
- Notocolpodes jeanneli (Basilewsky, 1970)
- Notocolpodes lampros Basilewsky, 1985
- Notocolpodes lapidicola Basilewsky, 1985
- Notocolpodes lautus (Basilewsky, 1970)
- Notocolpodes lenis (Jeannel, 1955)
- Notocolpodes mananarae Basilewsky, 1985
- Notocolpodes marojejyanus Basilewsky, 1985
- Notocolpodes metallicus Basilewsky, 1985
- Notocolpodes micracis (Jeannel, 1948)
- Notocolpodes midongyanus Basilewsky, 1985
- Notocolpodes morpho (Jeannel, 1948)
- Notocolpodes nigrita (Jeannel, 1955)
- Notocolpodes obtusidens (Alluaud, 1897)
- Notocolpodes olsoufieffi (Alluaud, 1935)
- Notocolpodes onivensis (Alluaud, 1935)
- Notocolpodes ovalipennis (Jeannel, 1948)
- Notocolpodes perturbatus Basilewsky, 1985
- Notocolpodes punctatostriatus (Basilewsky, 1970)
- Notocolpodes rufobrunneus (Basilewsky, 1970)
- Notocolpodes rugicollis (Jeannel, 1948)
- Notocolpodes sericeus (Jeannel, 1948)
- Notocolpodes sogai (Basilewsky, 1970)
- Notocolpodes suavis (Alluaud, 1899)
- Notocolpodes subpolitus (Alluaud, 1932)
- Notocolpodes vicinus Basilewsky, 1985